# Naši velcí Portugalci
Naši velcí Portugalci (v portugalském originále Os Grandes Portugueses) byla televizní soutěž, kterou roku 2007 uspořádala portugalská veřejnoprávní stanice Rádio e Televisão de Portugal. Po vzoru britské soutěže 100 největších Britů měli diváci hlasovat pro největší osobnosti portugalských dějin. Zvítězil pravicový diktátor Salazar, na druhém místě skončil dlouholetý předseda Portugalské komunistické strany Álvaro Cunhal. Zajímavostí je, že televizní stanice SIC Notícias ve stejné době odvysílala soutěž Eixo do Mal (Osa zla), která hledala největší národní padouchy, a i zde vyhrál diktátor Salazar.

## Pořadí

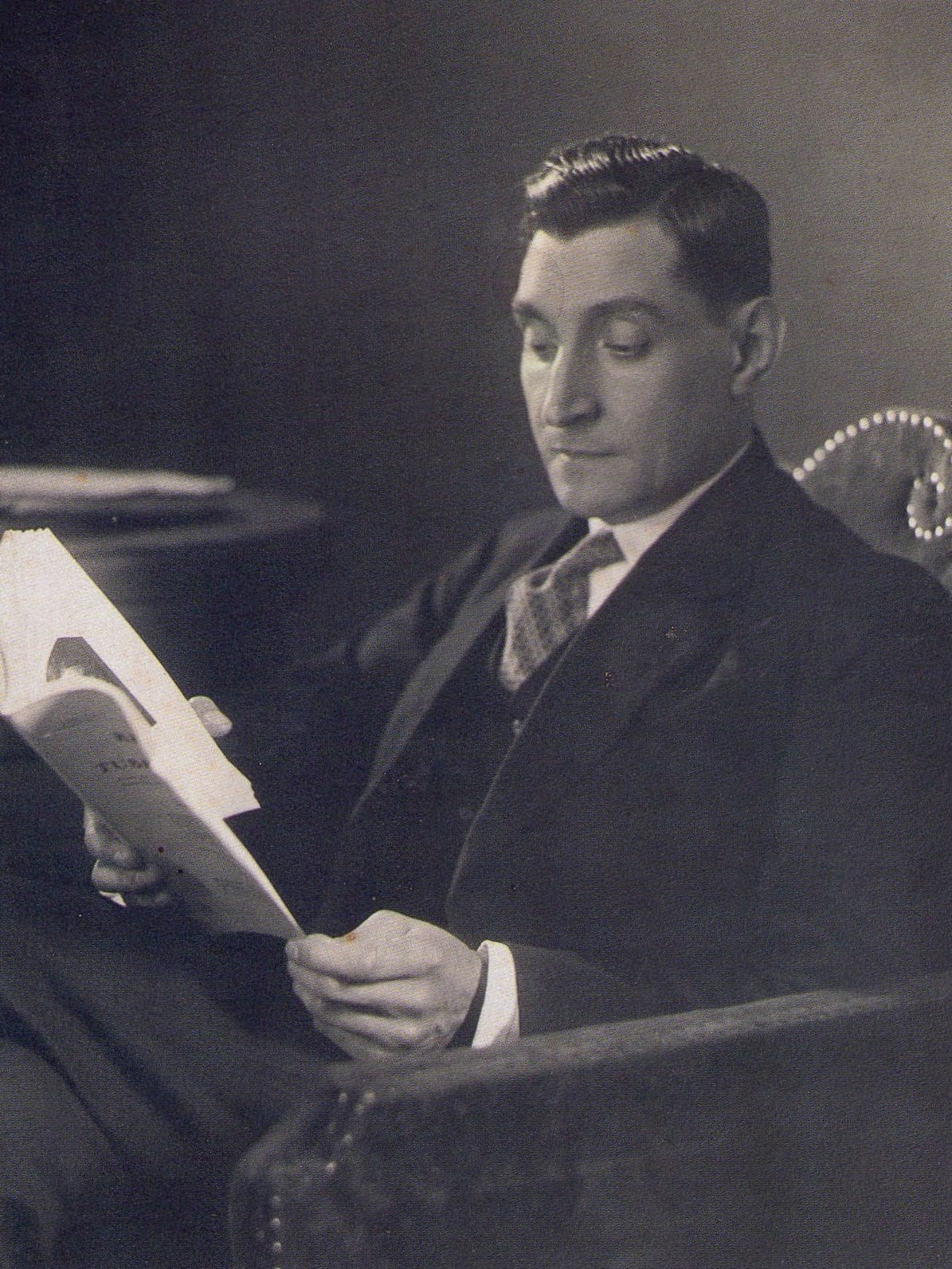
António de Oliveira Salazar

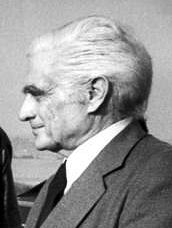
Álvaro Cunhal

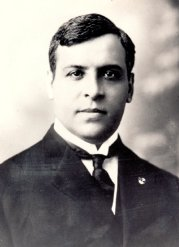
Aristides Sousa Mendes

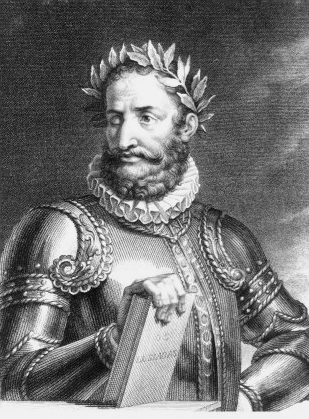
Luís de Camões

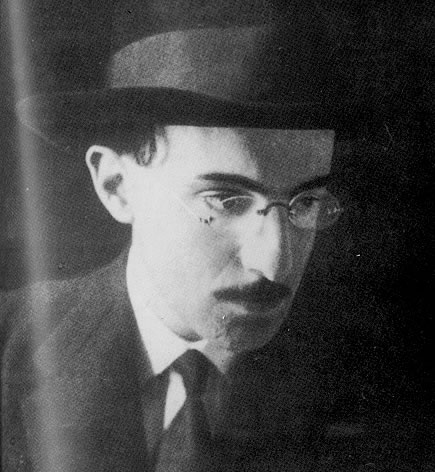
Fernando Pessoa

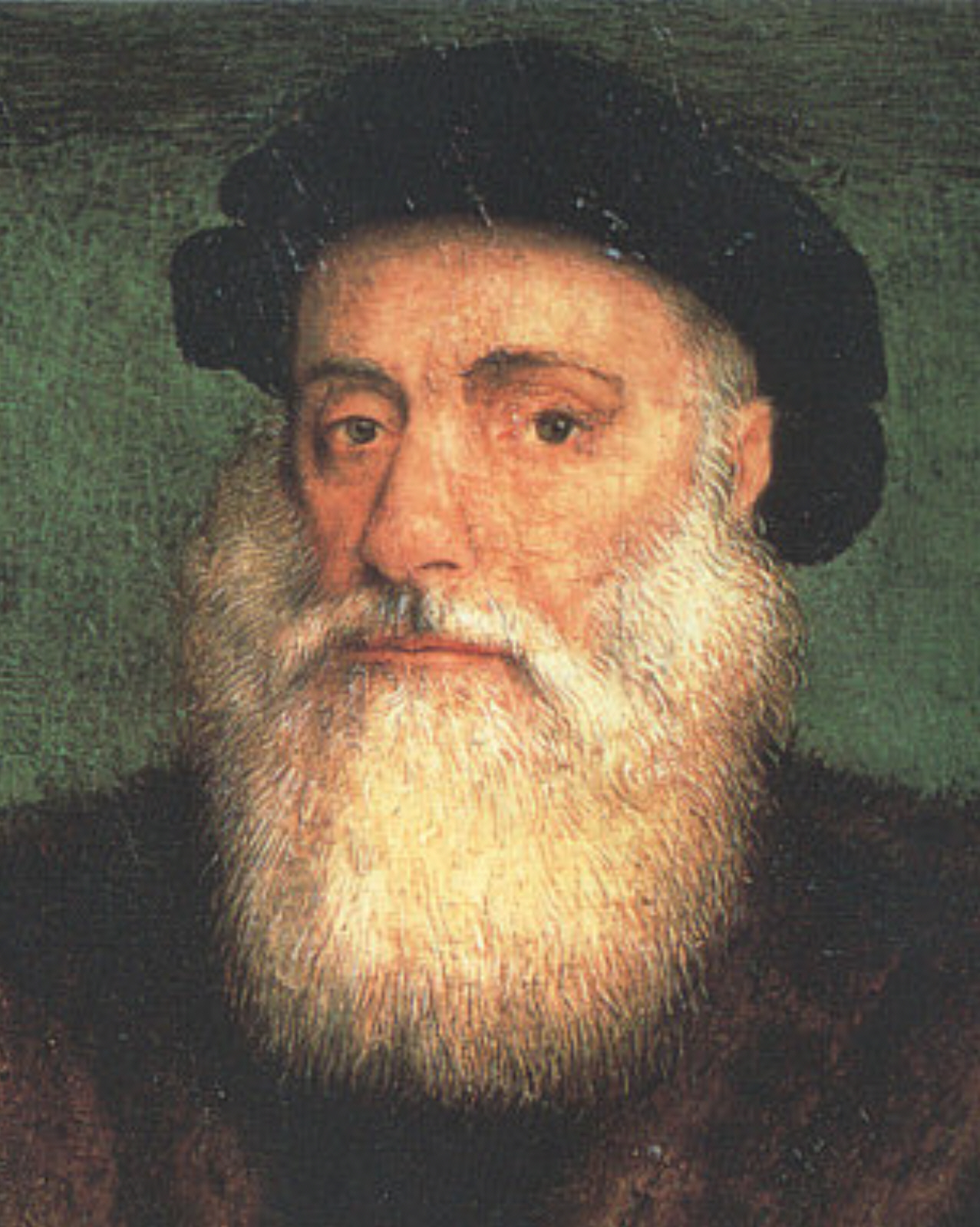
Vasco da Gama

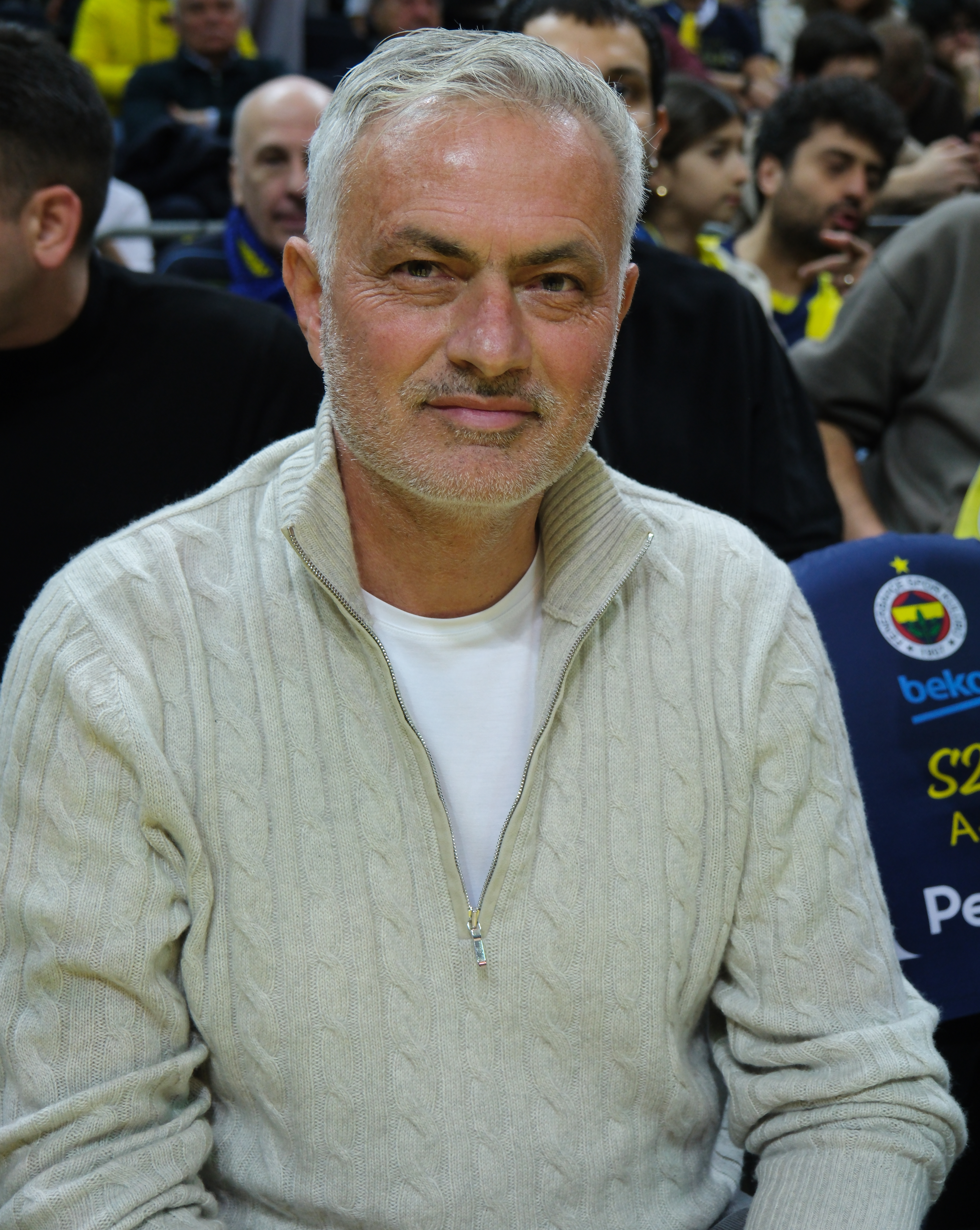
José Mourinho

1. António de Oliveira Salazar (1889–1970) – premiér mezi lety 1932 a 1968 (41 % hlasů[pozn 1])
2. Álvaro Cunhal (1913–2005) – komunistický vůdce během vlády premiéra Salazara a po Karafiátové revoluci (19,1 % hlasů)
3. Aristides Sousa Mendes (1885–1954) – diplomat, který proti vůli vlastní vlády zachránil tisíce Židů za 2. světové války (13 % hlasů)
4. Alfons I. Portugalský (1109–1185) – zakladatel Portugalska a jeho první král (12,4 % hlasů)
5. Luís de Camões (1524–1580) – epický a lyrický básník, autor eposu Lusovci (4 % hlasů)
6. Jan II. Portugalský (1455–1495) – král; obnovil prozkoumávání Atlantského oceánu a afrického pobřeží (3 % hlasů)
7. Jindřich Mořeplavec (1394–1460) – infant; podnítil období portugalských námořních objevů (2,7 % hlasů)
8. Fernando Pessoa (1888–1935) – modernistický básník a spisovatel (2,4 % hlasů)
9. Sebastião José de Carvalho e Melo (1699–1782) – ministr zodpovědný za rekonstrukci Lisabonu po zemětřesení z roku 1755 (1,7 % hlasů)
10. Vasco da Gama (1469–1524) – objevitel mořské trasy z Evropy do Indie (0,7 % hlasů)
11. Salgueiro Maia (1944–1992), voják, klíčová postava Karafiátové revoluce
12. Mário Soares (1924–2017), premiér a prezident
13. Antonín z Padovy (1195–1231), františkánský mnich, teolog a kazatel, 1232 svatořečen
14. Amália Rodriguesová (1920–1999), zpěvačka a herečka
15. Eusébio (1942–2014), fotbalista
16. Francisco Sá Carneiro (1934–1980), premiér
17. Pinto da Costa (* 1937), prezident fotbalového klubu FC Porto
18. Nuno Álvares Pereira (1360–1431), šlechtic a vojevůdce
19. João Ferreira de Almeida (1628–1691), protestantský pastor a překladatel Bible do portugalštiny
20. José Mourinho (* 1963), fotbalista
21. Agostinho da Silva (1906–1994), filozof a spisovatel
22. José Maria de Eça de Queirós (1845–1900), spisovatel a diplomat
23. António Egas Moniz (1874–1955), neurolog a neurochirurg, nositel Nobelovy ceny
24. Dinis I. Portugalský (1261–1325), král
25. Fernando Nobre (* 1951), lékař, filantrop a politik
26. José Hermano Saraiva (1919–2012), historik
27. Aníbal Cavaco Silva (* 1939), premiér a prezident
28. Humberto Delgado (1906–1965), generál letectva
29. Zeca Afonso (1929–1987), zpěvák
30. Luís Figo (* 1972), fotbalista
31. Marcelo Caetano (1906–1980), premiér
32. Pedro Nunes (1502–1578), matematik
33. António Vieira (1608–1697), jezuita, diplomat a filozof
34. Florbela Espanca (1894–1930), básnířka
35. Fernão de Magalhães (1480–1521), mořeplavec
36. Maria de Lourdes Pintasilgová (1930–2004), premiérka
37. Jan I. Portugalský (1357–1433), král
38. Sophia de Mello Breyner Andresenová (1919–2004), básnířka a spisovatelka
39. Antónia Ferreira (1811–1896), podnikatelka v oblasti pěstování portského vína
40. Américo Monteiro de Aguiar (1887–1956), filantrop
41. António Damásio (* 1944), neurovědec
42. Afonso de Albuquerque (1453–1515), mořeplavec, conquistador, guvernér Portugalské Indie
43. Manuel I. Portugalský (1469–1521), král
44. José Saramago (1922–2010), spisovatel, dramatik a novinář, nositel Nobelovy ceny
45. Alžběta Portugalská (1271–1336), královna
46. Catarina Eufémia (1928–1954), oběť střelby při stávce dělníků
47. Carlos Paredes (1925–2004), kytarista a skladatel
48. José Sócrates (* 1957), premiér
49. Pedro Álvares Cabral (1467–1520), mořeplavec, objevitel Brazílie
50. Ruy de Carvalho (* 1927), herec
51. Padeira de Aljubarrota
52. Alberto João Jardim
53. Almada Negreiros
54. Vasco Gonçalves
55. Álvaro Siza Vieira
56. Belmiro de Azevedo
57. Sousa Martins
58. Maria do Carmo Seabra
59. António Vieira
60. Karel I. Portugalský
61. Mariza
62. Eleonora z Viseu
63. Rosa Motaová
64. António Teixeira Rebelo
65. Alfons III. Portugalský
66. Vítor Baía
67. Bartolomeu Dias
68. Otelo Saraiva de Carvalho
69. Cristiano Ronaldo
70. Herman José
71. Marie II. Portugalská
72. Carlos Lopes
73. Afonso Costa
74. Fontes Pereira de Melo
75. Gago Coutinho
76. Ricardo Araújo Pereira
77. Manuel Sobrinho Simões
78. Bocage
79. Hélio Pestana
80. Jorge Sampaio
81. António Champalimaud
82. António Lobo Antunes
83. Gil Vicente
84. Maria Helena Vieira da Silva
85. Miguel Torga
86. Natália Correia
87. Edgar Cardoso
88. Fernão Mendes Pinto
89. Lúcia dos Santos
90. Alfredo da Silva
91. Pedro Hispano
92. Damião de Góis
93. Jan IV. Portugalský
94. Joaquim Agostinho
95. Adelaide Cabete
96. Almeida Garrett
97. António Gentil Martins
98. António Variações
99. Paula Rego
100. Maria João Pires